# .oz
Pour les articles homonymes, voir OZ.
.oz était, dans les années 1980 et 1990, un pseudo domaine de premier niveau du système de nom de domaine d'Internet. Il s'agissait d'un suffixe qui était ajouté à un message de courrier électronique provenant du réseau informatique étendu MHSnet (un réseau australien) pour permettre son acheminement sur Internet.
À cette époque, Internet n’était qu'un réseau informatique étendu parmi d’autres. Les ordinateurs non connectés à Internet, mais connectés à un autre réseau comme BITNET, MHSnet, CSNET ou UUCP, pouvaient généralement échanger du courrier électronique avec Internet via des passerelles de courrier électronique. Pour être relayés à travers les passerelles, les messages associés à ces réseaux étaient étiquetés avec des suffixes comme .bitnet, .oz.au (pour MHSnet), .csnet et .uucp, mais les domaines correspondant à ces étiquettes n'existaient pas dans le système de nom de domaine d’Internet.
Les ordinateurs connectés au réseau MHSnet étaient considérés comme résidant dans le pseudo domaine .oz. Leurs messages électroniques étaient distribués sur Internet avec le suffixe .oz.au.